# 신서현
신서현(1990년 12월 5일 ~ )은 대한민국의 배우이다.

## 학력
- 서울예술대학교 연기과

## 출연작

### 영화
- 《다른 길이 있다》 (2017년) - 연두 역
- 《스피드》 (2015년) - 은애 역

### 드라마
- 《원 더 우먼》 (2021년, SBS)
- 《펜트하우스 3》 (2021년, SBS) - 천서영 역
- 《펜트하우스 2》 (2021년, SBS) - 천서영 역
- 《펜트하우스》 (2020년, SBS) - 천서영 역
- 《눈이 부시게》 (2019년, JTBC) - 보이스피싱 여직원 역
- 《달리는 조사관》 (2019년, OCN) - 김다희 역
- 《지운수대통》 (2012년, TV조선) - 서현 역
- 《정글피쉬 2》 (2010년, KBS2) - 홍은자 역